# B日課
B日課（ビーにっか）とは、日本の小学校、中学校、高等学校などの教育機関における授業日課のパターンのひとつ。

## 概要
通常の授業日課が1時限45分、50分、65分などであるのに対し、B日課では概ね5分から15分程度短縮して1時限を40分、45分、50分などの短縮授業とするほか、学校によっては朝の会や帰りの会（ホームルーム）の省略、昼休みや中休みの短縮を行う場合もある。B日課に対してあえて通常の授業日課を表す場合はA日課という。

## 使用例
教職員会議や研修、定期試験のための問題作成や採点、入学試験の準備など、学校管理上必要な場合のほか、新学期の開始後一週間程度や夏休み前など、児童・生徒が新しい環境に適応するまでの期間や学習意欲の低下する時期などにもB日課とすることがある。